# Camaligan
Camaligan è una municipalità di quinta classe delle Filippine, situata nella Provincia di Camarines Sur, nella Regione del Bicol.
Camaligan è formata da 13 baranggay:
- Dugcal
- Marupit
- San Francisco
- San Jose-San Pablo (Pob.)
- San Juan-San Ramon (Pob.)
- San Lucas (Pob.)
- San Marcos (Pob.)
- San Mateo (Pob.)
- San Roque
- Santo Domingo (Pob.)
- Santo Tomas (Pob.)
- Sua
- Tarosanan